# Sam Webster
Sam Webster (Auckland, 16 luglio 1991) è un pistard neozelandese, medaglia d'argento nella velocità a squadre ai Giochi olimpici di Rio 2016 e tre volte campione del mondo di specialità.

## Palmarès
- 2007

Campionati oceaniani, Velocità a squadre Juniores (con Sam Steele e Ethan Mitchell)
- 2009

Campionati del mondo juniors, Keirin
Campionati del mondo juniors, Velocità
Campionati del mondo juniors, Velocità a squadre (con Cameron Karwowski e Ethan Mitchell)
- 2011

Campionati oceaniani, Velocità
Campionati oceaniani, Velocità a squadre (con Simon van Velthooven e Ethan Mitchell)
- 2013

3ª prova Coppa del mondo 2012-2013, Velocità a squadre (Aguascalientes, con Edward Dawkins e Ethan Mitchell)
Campionati neozelandesi, Velocità
Campionati neozelandesi, Velocità a squadre (con Simon van Velthooven e Ethan Mitchell)
GP Deutschland, Velocità a squadre (con Matthew Archibald e Ethan Mitchell)
Campionati oceaniani, Velocità a squadre (con Matthew Archibald e Edward Dawkins)
- 2014

Campionati del mondo, Velocità a squadre (con Edward Dawkins e Ethan Mitchell)
Campionati neozelandesi, Velocità
Campionati neozelandesi, Keirin
Festival of Speed, Keirin
BikeNZ Classic Cambridge, Velocità
Campionati oceaniani, Velocità a squadre (con Matthew Archibald e Edward Dawkins)
- 2015

Campionati neozelandesi, Velocità
Campionati neozelandesi, Keirin
Campionati oceaniani, Velocità a squadre (con Edward Dawkins e Ethan Mitchell)
- 2016

Campionati neozelandesi, Velocità
Campionati del mondo, Velocità a squadre (con Edward Dawkins e Ethan Mitchell)
Grand Prix of Germany, Velocità
Campionati oceaniani, Velocità
Campionati oceaniani, Velocità a squadre (con Edward Dawkins e Ethan Mitchell)
- 2017

Campionati neozelandesi, Velocità
Campionati neozelandesi, Keirin
4ª prova Coppa del mondo 2016-2017, Velocità a squadre (Los Angeles, con Edward Dawkins e Ethan Mitchell)
Campionati del mondo, Velocità a squadre (con Edward Dawkins e Ethan Mitchell)
Japan Track Cup, Velocità
Campionati oceaniani, Velocità
Campionati oceaniani, Velocità a squadre (con Edward Dawkins e Ethan Mitchell)
3ª prova Coppa del mondo 2017-2018, Velocità a squadre (Milton, con Edward Dawkins e Ethan Mitchell)
- 2018

Giochi del Commonwealth, Velocità a squadre (con Edward Dawkins e Ethan Mitchell)
Giochi del Commonwealth, Velocità
Campionati oceaniani, Velocità a squadre (con Edward Dawkins e Ethan Mitchell)
- 2019

5ª prova Coppa del mondo 2018-2019, Velocità a squadre (Cambridge, con Edward Dawkins e Ethan Mitchell)
Fastest Man on Wheels, Velocità
Fastest Man on Wheels, Velocità a squadre, con Edward Dawkins e Ethan Mitchell)
US Sprint GP, Velocità
Campionati oceaniani, Velocità
Campionati oceaniani, Keirin
Campionati oceaniani, Velocità a squadre (con Edward Dawkins e Ethan Mitchell)
- 2020

Campionati neozelandesi, Velocità
- 2021

Campionati neozelandesi, Velocità
- 2022

Cambridge Classic, Velocità

## Piazzamenti

### Competizioni mondiali
- Campionati del mondo

Mosca 2009 - Velocità a squadre: vincitore
Mosca 2009 - Keirin: vincitore
Mosca 2009 - Velocità: vincitore
Ballerup 2010 - Velocità a squadre: 5º
Ballerup 2010 - Keirin: 6º
Ballerup 2010 - Velocità: 20º
Apeldoorn 2011 - Velocità a squadre: 6º
Apeldoorn 2011 - Velocità: 13º
Melbourne 2012 - Velocità a squadre: 3º
Melbourne 2012 - Velocità: 19º
Minsk 2013 - Velocità a squadre: 2º
Minsk 2013 - Velocità: 4º
Cali 2014 - Velocità a squadre: vincitore
Cali 2014 - Velocità: 13º
Saint-Quentin-en-Yvelines 2015 - Velocità a squadre: 2º
Saint-Quentin-en-Yvelines 2015 - Keirin: 6º
Saint-Quentin-en-Yvelines 2015 - Velocità: 6º
Londra 2016 - Velocità a squadre: vincitore
Londra 2016 - Keirin: 10º
Londra 2016 - Velocità: 7º
Hong Kong 2017 - Velocità a squadre: vincitore
Hong Kong 2017 - Keirin: 11º
Hong Kong 2017 - Velocità: 7º
Apeldoorn 2018 - Velocità a squadre: 6º
Apeldoorn 2018 - Keirin: 19º
Apeldoorn 2018 - Velocità: 24º
Pruszków 2019 - Velocità a squadre: 8º
Pruszków 2019 - Velocità: 14º
Berlino 2020 - Velocità a squadre: 7º
Berlino 2020 - Keirin: 17º
Berlino 2020 - Velocità: 14º
- Giochi olimpici

Rio de Janeiro 2016 - Velocità a squadre: 2º
Rio de Janeiro 2016 - Keirin: 7º
Rio de Janeiro 2016 - Velocità: 12º
Tokyo 2020 - Velocità a squadre: 7º
Tokyo 2020 - Keirin: 19º
Tokyo 2020 - Velocità: 11º